# Réseau PACT
Le Réseau PACT (pour Physique, Archéologie, Chimie, Techniques) est un réseau de coopération scientifique européen créé en 1975 par le Conseil de l’Europe, et destiné à promouvoir les synergies entre les sciences exactes et l’étude du patrimoine archéologique.

## Historique
Au milieu des années 1970, le Conseil de l’Europe s’efforce de promouvoir la coopération multidisciplinaire au sein de ses pays membres afin d’accroître leur potentiel scientifique. Il crée à cet effet divers groupes d’experts où siègent côté à côté des parlementaires et des scientifiques. C’est dans ce contexte que naît, en 1975, le groupe PACT, fruit de la rencontre entre l’ethnologue, académicien et ancien ministre Jacques Soustelle, qui siège à l’époque à l’Assemblée parlementaire du Conseil de l'Europe, et Jean-Pierre Massué, jeune docteur en sciences nucléaires. Le but initial est de « faire en sorte que les physiciens et chimistes, et les archéologues, se connaissent et se comprennent mieux, que l’on puisse établir un pont et parler un langage commun, bref abattre les cloisons étanches ». 
Jacques Soustelle est nommé président de la nouvelle structure, et Jean-Pierre Massué en devient le secrétaire général. Dans ses premières années d’existence, le groupe organise une série de colloques et de séminaires interdisciplinaires : microfluorescence X et archéologie (Paris, 1977), thermoluminescence et archéologie (Oxford, 1978 et 1980), statistiques et numismatique (Paris, 1979), carbone 14 et archéologie (Groningen, 1981), méthodes scientifiques appliquées à l’archéologie (Helsingor, 1982), informatique et mathématiques appliquées à l’archéologie (Valbonne/ Montpellier, 1983), datation des céramiques anciennes (Bordeaux, 1984). Les actes de ces rencontres sont publiés dans une Revue également dénommée PACT, dont l’éditeur responsable est le professeur Tony Hackens, vice-président du groupe. 
En septembre 1984, les ministres de la recherche des pays membres de la Communauté européenne adoptent à Paris une résolution sur la création et le développement de réseaux européens de coopération scientifique et technique. Conformément à ce souhait, PACT opère une mutation et devient « réseau européen de coopération scientifique et technique appliquée au patrimoine culturel ». La structure contribue activement  à la mise sur pied de Centres européens interdisciplinaires : le Centre universitaire pour les biens culturels de Ravello (également présidé par Jacques Soustelle), la Fondation européenne du patrimoine de Barcelone, et un réseau de paléoécologie associant l’Université de Stockholm et les pays baltes. Des congrès, symposiums et cours post gradués à caractère interdisciplinaire et centrés sur l’archéologie et la protection du patrimoine culturel (par exemple, la protection des bâtiments contre les risques sismiques) sont co-organisés par ces centres et le réseau PACT; ils continuent à être publiés dans la Revue. 
Au décès de Jacques Soustelle, en 1990, c’est le prince Hans-Adam II du Liechtenstein qui est choisi pour présider le réseau qui, sous sa conduite, s’ouvre davantage à l’Europe de l’Est, et décide de se lancer dans la didactique à destination du grand public avec le projet « Images et sciences » ; le but est d’utiliser à cet effet les nouvelles technologies de l’information qui naissent à l’époque (supports digitaux interactifs). PACT produira par la suite deux « compact disques interactifs », l’un sur l’architecture cistercienne en Europe (1993), l’autre sur le site antique de Pompéi (1995) . 
En 1993, PACT est intégré à la Fédération européenne des réseaux de coopération scientifique et technique, fondée l’année précédente. En septembre 1995, le prince de Liechtenstein quitte la présidence du réseau, qui est alors confiée à trois co-présidents : la paléontologue suédoise Urve Miller, le surintendant des fouilles de Pompéi, Baldassare Conticello, et la cheville ouvrière des publications, l’archéologue belge Tony Hackens. Mais le décès inopiné de ce dernier, en 1997, met un terme à cette forme d'organisation. 
PACT subsiste par la suite sous la forme d’une association sans but lucratif de droit français, l’« Association Sciences et Patrimoine culturel FER-PACT », placée sous l’égide du Conseil de l’Europe et de l’UNESCO, et présidée à partir de 2000 par le professeur Max Schvoerer (Université de Bordeaux). Cette association continue de promouvoir une approche interdisciplinaire dans des thématiques liées au patrimoine culturel. 